# Biochorion
Ein Biochorion ist in der Ökologie eine Konzentrationsstelle von Individuen einer Art. Der selten gebrauchte Begriff ist mehr oder weniger synonym zum weiter verbreiteten Ausdruck Habitat.
Der Ausdruck wurde in die Wissenschaft eingeführt durch den finnischen Käferforscher (Coleopterologen) Rolf Krogerus. Nach Krogerus ist ein Biochorion „der Ort innerhalb eines Biotops, wo ein Tier regelmässig anzutreffen ist, weil er die wichtigsten, unentbehrlichsten Lebensbedingungen bietet“, er führt den Ausdruck als Ersatz für den Begriff Habitat ein, um einen sprachlichen Gleichklang mit „Biotop“ zu erreichen. Popularisiert wurde der Begriff durch den Ökologen Wolfgang Tischler. Ein synonymer, später eingeführter Ausdruck für dasselbe ist „Choriotop“. Die Definition bei Tischler wurde in das Wörterbuch von Matthias Schaefer weitgehend übernommen.
Dieser Definition zufolge ist ein Biochorion das Aktionszentrum oder der Bereich der Individuenkonzentration eines Organismenbestandes innerhalb eines (größeren) Biotops, der aber in seiner Artenzusammensetzung nicht eigenständig ist, sondern von derjenigen des Biotops als Ganzem abhängt. Als Beispiele werden angeführt etwa Aas, Tierbauten, Totholz wie umgestürzte Baumstämme oder Baumstubben.
Der Begriff ist heute ungebräuchlich und wird nur noch selten verwendet. Im englischen Sprachraum existiert keine direkte Entsprechung, hier wird in der Regel von „minor habitat“ gesprochen. Verwirrenderweise gibt es aber den Ausdruck „Biochor“, englisch „biochore“ im Sprachgebrauch der Biogeographie, und der Paläobiogeographie, die sich mit den historischen, nur fossil erschlossenen Lebensgemeinschaften vergangener Erdzeitalter beschäftigt. Hier wurde für entsprechende biogeographische Einheiten zudem der neue Ausdruck „Biochorema“ vorgeschlagen. Mit dem Ausdruck Biochor ist ein Großlebensraum mit eigenem Klima und eigener, teilweise endemischer Tier- und Pflanzenwelt gemeint. Heute wird dafür in der Regel der synonyme Ausdruck Biom verwendet.